# بعيضة
البعيضة هي جنس من البواعض. معظم أنواع البعيضة تتكيف مع الطقس البارد، وتوجد فقط في المناخات الأكثر دفئًا خلال الأجزاء الباردة من العام أو في المرتفعات حيث تكون درجات الحرارة أقل. الأنواع الموجودة في جنوب كاليفورنيا هي أكبر من معظم أنواع البعوض، وعلى وجه التحديد البُعَيضَة المُذهَّبة [الإنجليزية]
وculiseta particeps وculiseta incidens. توجد هذه الأنواع على مدار السنة في جنوب كاليفورنيا وتتغذّى على العديد من أنواع الفقاريات، مثل الطيور والماشية والقوارض والزواحف والبشر.